# 伊格尔帕斯冲突
2024年1月11日，德克萨斯州国民警卫队控制了占地47-英畝（19-公頃）的谢尔比公园。美国德克薩斯州州長格雷格·阿博特签署关闭公园的紧急声明后，位于美墨边境里奥格兰德河沿岸的伊格尔帕斯镇的公园被关闭。 阿博特在声明中提到了美墨边境危机以及确保美墨边境安全的必要性。德克萨斯州国民警卫队阻止美国边境巡逻队在该地区巡逻。公園关闭后，三名移民被发现在格兰德河溺水身亡。   

## 對峙
封鎖後，三名移民被發現在格蘭德河溺水身亡。墨西哥當局隨後確認他們是一名33 歲的婦女和她的兩個孩子，分別為10歲和8歲。美國邊境巡邏隊表示，已向德州国民警卫队發出警報一群移民在謝爾比公園船坡道外的水域遇險，但國民警衛隊沒有採取行動營救他們。德州律師回應稱，國民警衛隊是在三人溺水後才向國民警衛隊發出警報的，國民警衛隊也沒有採取任何行動來營救他們。沒有發現任何移民。墨西哥當局表示，這艘船從未進入美國領土。
1月22日，美国最高法院发布命令，撤销美国联邦第五巡回上诉法院的一项禁令，该禁令禁止边境巡逻人员剪断国民警卫队一直在谢尔比公园設置的铁丝网。  
1月24日，阿博特回应称，德克萨斯州将依然拒绝让联邦当局进入该公园，并发誓“保护我们州的主权”。宪法学教授查尔斯·“洛基”·罗兹在《圣安东尼奥快报》的一篇社论称德克萨斯州和美国联邦当局之间关于移民问题的军事对峙在美国现代史上是独一无二的，这可能标志着宪政危机的开始。     
最高法院判决后，除了菲爾·斯科特以及美國眾議院議長迈克·约翰逊之外，几乎所有共和党籍的州长以及2024年美國總統選舉共和黨籍參選人特朗普都宣布支持德克萨斯州政府。  佛罗里达州州长罗恩·德桑蒂斯在此前就派遣佛罗里达国民警卫队增援德克萨斯州政府，他还承诺派遣更多的人。其他共和黨籍州長控制的州也派士兵支援德州。
1月23日，美國國土安全部向德克萨斯州州检察长肯·帕克斯顿发出最后通牒，命令拆除边境沿线的“障碍物”，并在1月26日之前允许边境巡逻队完全进入谢尔比公园
1月24日，民主党議員華金·卡斯特羅和格雷格·卡萨尔呼吁美国总统乔·拜登直接控制德克萨斯州国民警卫队。
1月26日，州长阿博特对国土安全部的信函做出了书面回应，拒绝了边境巡逻人员进入谢尔比公园的要求。
1月29日，包括来自爱荷华州、犹他州、阿拉巴马州、阿拉斯加州、阿肯色州、佛罗里达州、佐治亚州、爱达荷州、印第安纳州、堪萨斯州、肯塔基州、路易斯安那州、密西西比州、密苏里州、蒙大拿州、内布拉斯加州、新罕布什尔州、北卡罗来纳州的代表在内的二十多名总检察长出席了会议。达科他州、俄克拉荷马州、俄亥俄州、南卡罗来纳州、南达科他州、田纳西州、弗吉尼亚州、西弗吉尼亚州、怀俄明州以及亚利桑那州立法机构的领导层签署了一封信，支持德克萨斯州的边境安全工作，向拜登总统和国土安全部部长亚历杭德罗·马约卡斯发表讲话，强调维护国家法律的重要性，并赞扬阿博特和帕克斯顿在确保边境免受“入侵，拜登拒绝遵守联邦成文法的鼓励下”所做的工作。

## 其他方面的反应
冲突升级的背景下，一些大众媒体开始报道美國可能分裂的情况。俄罗斯安理会副主席德米特里·梅德韦杰夫撰文谈到了成立“德克萨斯人民共和国”的可能性，而且主张德克萨斯脱离美国独立的组织德克萨斯民族主义运动（TNR）开始活跃。该组织领导人敦促州长立即召开特别会议审议德克萨斯州脱离美国的问题。